# Have a Bad Day
Have a Bad Day to album autorstwa awangardowej grupy The Residents wydany w 1996 roku. Zawartość płyty stanowi ścieżka dźwiękowa do wydanej rok wcześniej gry komputerowej, za której fabułę odpowiedzialni byli członkowie zespołu - Bad Day on the Midway.

## Lista utworów
1. Bad Day on the Midway
2. Dagmar, the Dog Woman
3. I Ain't Seen No Rats
4. Tears of the Taxman
5. God's Teardrops
6. The Seven Tattoos
7. The Marvels of Mayhem
8. Lottie the Human Log
9. Ugly Liberation
10. Daddy's Poems
11. The Red Head of Death
12. Timmy